# 古今姓氏书辨证
《古今姓氏書辨證》，南宋鄧名世、鄧椿年父子撰成，共四十卷。
本書參考《元和姓纂》、《熙寧姓纂》、《宋百官公卿家譜》諸書，互为参校，成书于绍兴四年（1134年），邓名世去世時仍未定稿，由其子邓椿年續成，到乾道四年（1168年）刊行。原书久已散失，清初四庫全書館臣自《永乐大典》中辑出四十卷。